# J. Allen Hynek
Josef Allen Hynek (1 de maio de 1910 - 27 de abril de 1986) foi um astrônomo, professor e ufólogo estado-unidense.
É lembrado por suas investigações sobre OVNIs: Hynek interveio como assessor científico em três estudos ufológicos: Projecto Sign (1947-1949), Projecto Grudge (1949-1951) e Projeto Livro Azul       (1952-1969); posteriormente, durante décadas se dedicou a prosseguir com a investigação em ufologia por sua conta. Seu trabalho buscava a procura de indícios físicos sobre eventuais avistamentos.

## Center for UFO Studies - CUFOS
Com o fechamento do Projeto Livro Azul, em 1969, Hynek começou a considerar seriamente a formação de uma organização privada, de caráter científico, voltada ao estudo do fenômeno OVNI, composto por cientistas e técnicos de várias especialidades, altamente treinados, que trabalhariam em conjunto para resolver o enigma OVNI. Em 1973, fundou o Center for UFO Studies (CUFOS), (Centro de Estudos de OVNI) e foi seu diretor científico até sua morte, em 1986.

## Classificação Hynek
Encontro imediato ou contato imediato é um evento em que uma ou mais pessoas percebe a presença de um OVNI e, ocasionalmente, seus hipotéticos ocupantes. O sistema de classificação desses encontros mais amplamente aceito foi elaborado por Hynek e apresentado em seu livro The UFO experience: A scientific enquiry, publicado em 1972.